# José Joaquín Marroquí
José Joaquín Marroquí (1928-Madrid, 10 de febrero de 1998) fue un realizador de radio y televisión español.

## Biografía
Comenzó su carrera en la radio, en la década de 1940 trabajando como guionista para Radio España de Barcelona, trabajando en la adaptación de textos literarios para su emisión dramatizada, como Los Episodios Nacionales, de Benito Pérez Galdós. En 1965 pasa a Radio Nacional de España, emisora en la que se responsabiliza del programa de actualidad La nueva frontera junto a Joaquín Soler Serrano. Otros espacios emblemáticos de la época fueron Cartas a mi amigo Adolfo, con Adolfo Marsillach y La radio marcha, con Luis del Olmo.
En Televisión española dirigió los Estudios de Miramar. Además, puso en marcha programas tan populares como Antena infantil (1965), con los célebres Chiripitifláuticos o 300 Millones (1977), además de Protagonista, el hombre (1967), con Federico Gallo, Ritmo 70 (1970), con José María Íñigo o Bla, bla, bla (1981), con Marisa Abad.
En el año 1982, fue mantenedor de las fiestas de la localidad de Almudévar (Huesca).

## Premios
- Premio Ondas (1958).
- Antena de Oro (1962).